# نوریگه
نوریگِه (کره‌ای: 노리개) یک زیورآلات سنتی و متداول کره‌ای است که به لباس سنتی کره‌ای، هانبوک، آویزان می‌شود. این آویز معمولاً به گوروم (رشته‌های بند کت زنانه به نام جوگوری) یا به چیما (دامن هانبوک) وصل می‌شود. نوریگه علاوه بر اینکه به عنوان یک آویز تزئینی کاربرد دارد، نقش طلسم خوش‌شانسی را نیز ایفا می‌کند که بسته به شکل آن، نمادهایی مانند جوانی ابدی، ثروت یا داشتن فرزندان زیاد به ویژه پسر را به همراه دارد. معمولاً نوریگه‌هایی که از خانه والدین یا خانواده همسر به ارث می‌رسید، به نسل‌های بعدی منتقل می‌شد.

## واژه‌شناسی
واژهٔ نوریگه در اصل به معنای «اشیای زیبا و بازیگوش» یا «زیورآلات محبوب» بوده است که نشان‌دهنده علاقهٔ زنان به این آویزهای منگوله‌دار، فارغ از طبقهٔ اجتماعی‌شان، بوده است.

## تاریخچه

### خاستگاه
خاستگاه دقیق نوریگه مشخص نیست، اما مدل کنونی این آویز که شامل گره‌ها و منگوله‌هایی است و به نام نوریگه شناخته می‌شود، به دورهٔ چوسان بازمی‌گردد و این زیورآلات مخصوصاً در این دوره مورد استفاده قرار می‌گرفتند. همچنین تعیین زمان دقیق شروع استفاده گسترده از نوریگه دشوار است.
برخی منابع معتقدند که نوریگه ممکن است از یک نماد محافظتی به نام جه‌ما نشأت گرفته باشد که در شمن‌گرایی ابتدایی کاربرد داشت و ابتدا توسط کودکان پوشیده می‌شد. با این حال، نمونهٔ اصلی و اولیه نوریگه به نظر می‌رسد همان آویز کمری باشد که در دورهٔ شیلا استفاده می‌شد.

### چوسان
در دورهٔ چوسان، تمامی زنان از طبقات مختلف اجتماعی، از ملکه‌ها تا مردم عادی، نوریگه می‌پوشیدند. نوریگه همچنین به عنوان نشانه‌ای برای تمایز درجات و موقعیت اجتماعی به کار می‌رفت. اشکال و اندازه‌های مختلف نوریگه نماد مناسبت‌های گوناگون استفاده و همچنین فصل‌های مختلف سال برای پوشیدن آن بودند. نوریگه می‌توانست به عنوان تزئین روی سینه یا دور کمر نیز استفاده شود.